# Ranieri Scacceri
Ranieri Scàcceri (Pisa, 1118 – Pisa, 17 giugno 1161) fu un eremita italiano. È venerato come santo dalla Chiesa cattolica ed è il patrono di Pisa (di cui la festa è il 17 giugno) e della dinastia monegasca dei Grimaldi (di cui la festa è il 19 novembre).

## Biografia
La vita di Ranieri ebbe una profonda trasformazione negli anni della giovinezza. Era nato nel 1118 da Gandolfo Scacceri, un ricco mercante di Pisa e da Mingarda Buzzaccherini, trascorse la gioventù in frivolezze finché a 19 anni incontrò Alberto, un eremita che era venuto a vivere in città presso il monastero di San Vito: seguendo il suo esempio Ranieri scelse di abbandonare tutte le sue ricchezze per vivere in completa povertà. Si trasferì poi come pellegrino in Terra santa dove soggiornò diversi anni dandosi alla mortificazione del corpo e alla penitenza.
Ritornò a Pisa nel 1154 condotto in patria dall'amico ammiraglio pisano Ranieri Bottacci e si ritirò nello stesso monastero di San Vito dove anni prima aveva incontrato l'eremita Alberto. Già durante la sua vita si era diffusa la notizia di miracoli da lui compiuti. Morì in odore di santità il 17 giugno 1161, giorno in cui ricorre la sua memoria liturgica. La leggenda narra che alla sua morte le campane di Pisa suonarono da sole, tutte assieme, senza che nessuno le toccasse.

## Culto

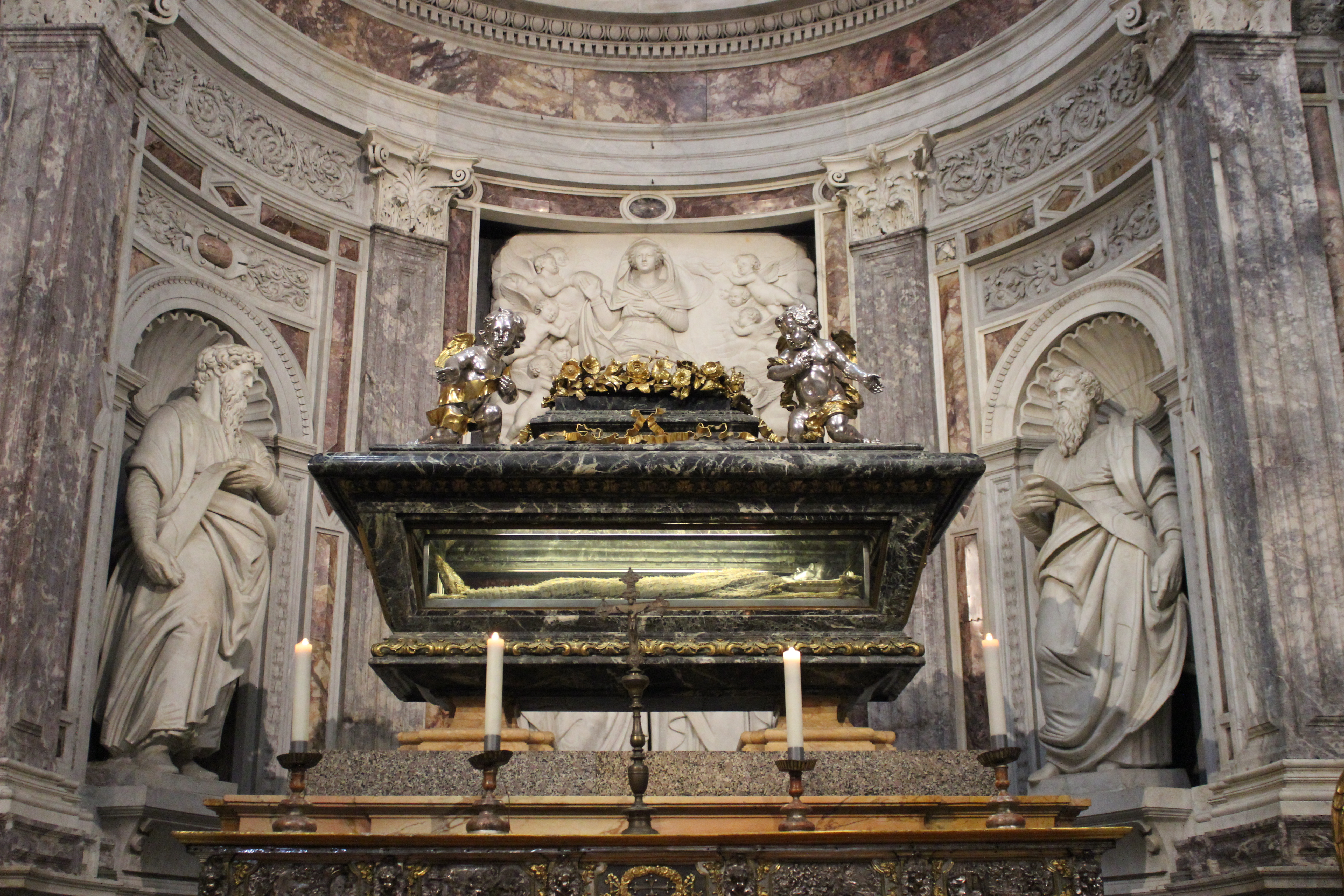
La tomba-altare del Santo nel Duomo di Pisa.

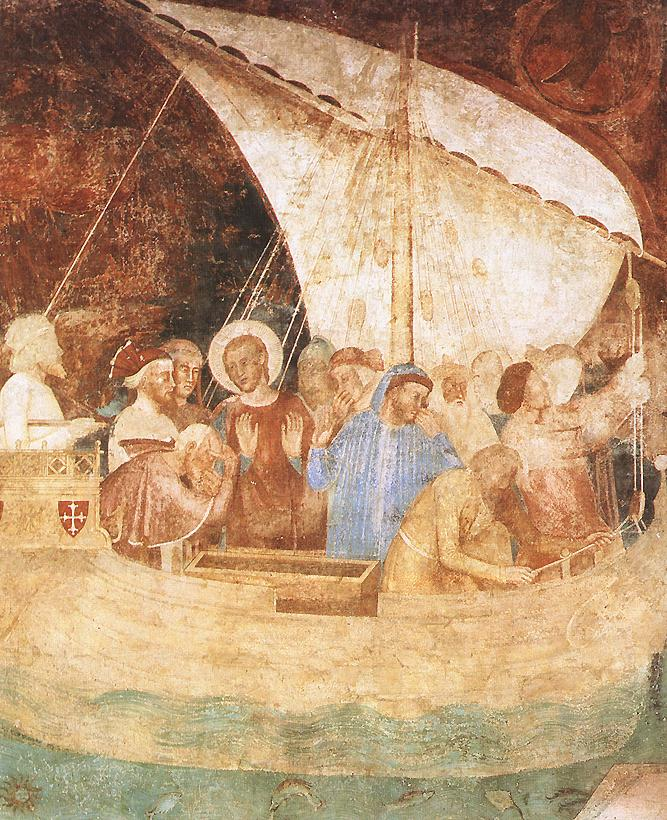
Viaggio di ritorno di san Ranieri,
affresco di Andrea di Bonaiuto.

Nel 1632 San Ranieri, diventò patrono della diocesi e della città di Pisa. In quell'occasione i resti del già veneratissimo santo furono portati in processione lungo la città, che organizzò una luminara in suo onore, e traslati dal precedente altare (oggi occupato dalle reliquie di san Guido della Gherardesca) alla cappella dell'Incoronata oggi nota, per l'appunto, come "di San Ranieri". La tradizione della luminaria, o meglio luminara come è nota a Pisa, è stata ripetuta diverse volte negli anni ed è poi diventata una tradizione annuale la sera della vigilia del giorno di san Ranieri (17 giugno) e rientra nei vari festeggiamenti del Giugno pisano.
Molti sono i miracoli, le leggende e le curiosità che accompagnano la figura di Ranieri e vivono ancora nell'immaginario collettivo della città. Tra i miracoli, la liberazione di una donna dalla possessione diabolica, l'aver riportato in vita un fanciullo deceduto tragicamente; ogni anno i pisani si aspettano la burrasca di san Ranieri, che spesso caratterizza il giorno della festa: il fenomeno ha un fondamento scientifico perché normalmente intorno a metà giugno il tempo risulta perturbato; infine un'antipatica credenza, radicata fra gli strati più bassi della popolazione, lo vedrebbe come ladro: il fatto deriva dalla mancanza di un dito dallo scheletro, attribuita alla punizione per aver rubato del formaggio. Il dito però si dimostrò essere stato amputato post mortem per farne una reliquia, come usava al tempo...
La memoria liturgica è il 17 giugno, sua festa patronale.

## Iconografia
Nel Campo Santo monumentale di Pisa, il pittore Andrea di Bonaiuto (secolo XIV) dipinse ad affresco alcuni episodi della vita del santo:
- Conversione di san Ranieri;
- San Ranieri presso il Santo Sepolcro rinuncia al mondo;
- Tentazioni e miracoli di san Ranieri;
- Viaggio e ritorno di san Ranieri;
- Miracolo di Messina.

Sempre nel Camposanto di Pisa, il pittore Antonio Veneziano (seconda metà del secolo XIV) affrescò:
- Morte di san Ranieri;
- Miracoli di san Ranieri dopo la morte.

In epoca rinascimentale la comunità pisana stanziata nella città di Palermo, ha eretto in onore del protettore l'"Arco trionfale" con episodi della vita di San Ranieri di Pisa, affidandone la direzione dei lavori allo scultore Gabriele di Battista. Il manufatto edificato tra il 1503 e il 1505 oggi costituisce la campata esterna della "Cappella di San Giorgio" sorta e finanziata per volontà della comunità genovese, opera del genio di Antonello Gagini. Il complesso monumentale è presente nella navata destra della basilica di San Francesco d'Assisi di Palermo.
Sempre a Palermo e nello stesso periodo la "Nazione Pisana" costruì la chiesa di San Ranieri e dei 40 Martiri, nel quartiere della Guilla (dietro la Cattedrale), ornata di affreschi dedicati al Santo e a monumenti e vedute della città alfea.

## Bibliografia

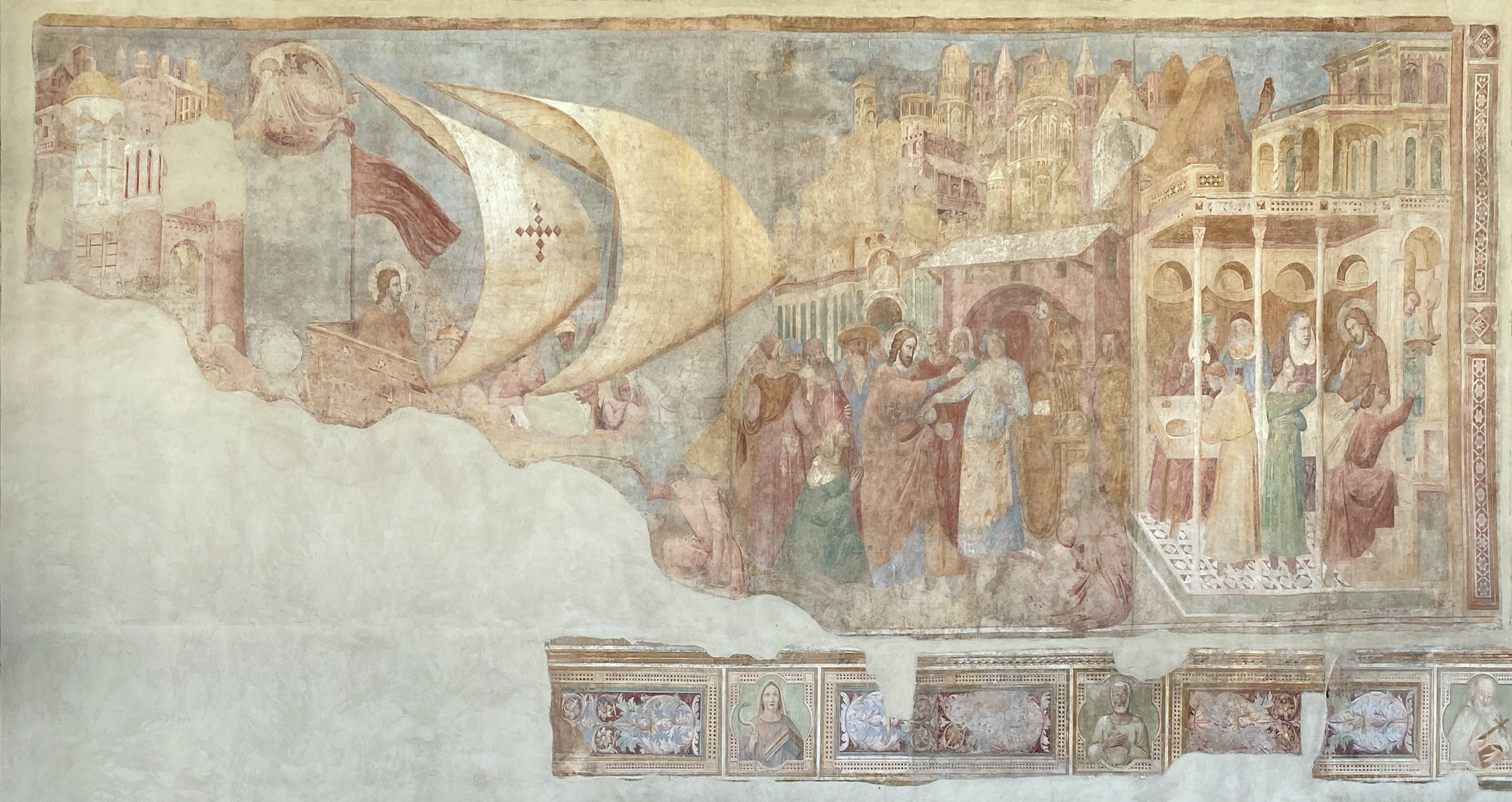
Ritorno di San Ranieri a Pisa, affresco di Antonio Veneziano, conservato presso il camposanto monumentale di Pisa.